# Strangalia bicolor
Strangalia bicolor là một loài bọ cánh cứng trong họ Cerambycidae.